# The Soul Sessions
The Soul Sessions é o álbum de estréia de Joss Stone, cantora soul inglesa, lançado em 2003 pela gravadora EMI. O álbum possui novas versões de músicas dos anos 60 e 70 do estilo soul.
The Soul Sessions foi produzido em Miami em conjunto com Betty Wright, Benny Lattimore, Little Beaver e Timmy Thomas. Esse álbum debutou na UK Albums Chart na posição 47 em Janeiro de 2004, sendo a melhor estréia da semana e o álbum ficou durante mais três semanas nessa mesma parada.
Nos Estados Unidos alcançou o top 40 da Billboard 200 em Maio de 2004.

## Faixas
1. "The Chokin' Kind" (Harlan Howard) – 3:36
2. "Super Duper Love (Are You Diggin' on Me)) Pt. 1" (Willie Garner) – 4:20
3. "Fell in Love with a Boy" (Jack White) – 3:38
4. "Victim of a Foolish Heart" (Charles Buckins, George Jackson) – 5:31
5. "Dirty Man" (Bobby Miller) – 2:59
6. "Some Kind of Wonderful" (John Ellison) – 3:56
7. "I've Fallen in Love with You" (Carla Thomas) – 4:29
8. "I Had a Dream" (John Sebastian) – 3:01
9. "All the King's Horses" (Aretha Franklin) – 3:03
10. "For the Love of You Pts. 1 & 2" (Ernie Isley, Marvin Isley, O'Kelly Isley, Jr., Ronald Isley, Rudolph Isley, Chris Jasper) – 7:33

## Ficha Técnica
Produtor executivo: Steve Greenberg
Masterização: Chris Gehringer, Sterling Sound
Produzido por: Betty Wright, Steve Greenberg, Mike Mangini e Ahmir "?uestlove" Thompson
Guitarra: Willie "Little Beaver" Hale, Kirk Douglas, Angelo Morris, Mark Ciprit
Piano: Benny Latimore
Órgão:Timmy Thomas, Angelo Morris
Teclados: James Poyser, Kamal, Danny Pierre, Angelo Morris
Bateria: Cindy Blackman, Ahmir "?uestlove" Thompson
Violão: Angelo Morris, Jimmy Farkas
Baixo: Jack Daley, Adam Blackstone, Steve Greenwell
Percussão: Ignacio Nunez
Pandeiro: Mike Mangini
Saxophone: Sam Furnace
Violinos: Sandra Park, Sharon Yamada, Lisa Kim, Myung Hi Kim, Fiona Simon, Sarah Kim, Laura Seaton, Liz Lim, Soo Hyun Kwon, Jenny Strenger, Jung Sun Yoo, Rob Shaw
Violas: Robert Rinehart, Karen Dreyfus, Dawn Hannay, Tom Rosenfeld
Violoncelos: Alan Stepansky, Sarah Seiver, Jeremy Turner, Leanne LeBlanc
Backing vocals: Betty Wright, Jeannette Wright, Namphuyo A. McCray, Angie Stone, Taneka Duggan, Deanna Carroll
Arranjos de cordas: John Angier
Mixagem: Steve Greenwell
Fotografia: Karen Fuchs
Direção de arte e design: David Gorman

## Paradas
| Parada (2004)                          | Melhor posição |
| -------------------------------------- | -------------- |
| Billboard 200 (EUA)                    | 39             |
| Billboard Top R&B/Hip-Hop Albums (EUA) | 38             |
| Billboard Top Internet Albums (EUA)    | 65             |
| Billboard Top Heatseekers (EUA)        | 1              |
| Billboard Comprehensive Albums (EUA)   | 39             |
| Parada de Álbuns Alemã                 | 4              |
| Parada de Álbuns Australiana           | 16             |
| Parada de Álbuns Austríaca             | 4              |
| Parada de Álbuns Belga (Flandres)      | 7              |
| Parada de Álbuns Belga (Valônia)       | 23             |
| Parada de Álbuns Britânica             | 4              |
| Parada de Álbuns Canadense             | 19             |

| Parada (2004)                 | Melhor posição |
| ----------------------------- | -------------- |
| Parada de Álbuns Dinamarquesa | 15             |
| Parada de Álbuns Européia     | 4              |
| Parada de Álbuns Francesa     | 23             |
| Parada de Álbuns Holandesa    | 4              |
| Parada de Álbuns Irlandesa    | 32             |
| Parada de Álbuns Italiana     | 8              |
| Parada de Álbuns Japonesa     | 91             |
| Parada de Álbuns Neozelandesa | 8              |
| Parada de Álbuns Norueguesa   | 4              |
| Parada de Álbuns Portuguesa   | 5              |
| Parada de Álbuns Polonesa     | 28             |
| Parada de Álbuns Sueca        | 12             |
| Parada de Álbuns Suíça        | 14             |

### Certifications
| País           | Certificador | Certificação | Vendas    |
| -------------- | ------------ | ------------ | --------- |
| Argentina      | CAPIF        | Ouro         | 20,000    |
| Austrália      | ARIA         | Platina      | 70,000    |
| Áustria        | IFPI         | Platina      | 20,000    |
| Bélgica        | IFPI         | Platina      | 20,000    |
| Canadá         | Music Canada | Platina      | 100,000   |
| União Europeia | IFPI         | Platina      | 1,000,000 |
| França         | SNEP         | Ouro         | 120,000   |
| Alemanha       | IFPI         | Ouro         | 100,000   |
| Irlanda        | IRMA         | Platina      | 15,000    |
| Países Baixos  | NVPI         | Ouro         | 30,000    |
| Nova Zelândia  | RIANZ        | Platina      | 15,000    |
| Noruega        | IFPI         | Ouro         | 15,000    |
| Suíça          | IFPI         | Ouro         | 20,000    |
| Reino Unido    | BPI          | 3× Platina   | 1,000,000 |
| Estados Unidos | RIAA         | Ouro         | 914,000   |